# 河村彩
河村 彩（かわむら あや）は、日本の俳優、元オペラ歌手である。神奈川県川崎市出身。劇団四季所属。

## 来歴
中学生の頃に『キャッツ』観劇をきっかけに劇団四季を目指し、音楽大学卒業後、藤原歌劇団に入団してオペラ歌手として活動した。2008年10月に劇団四季オーディションに合格し、四季へ移籍した。2009年4月14日に大阪四季劇場で上演された『オペラ座の怪人』のアンサンブル6枠役で四季の初舞台出演を果たした。

## 主な出演作品
- オペラ座の怪人（アンサンブル6枠、2枠、カルロッタ・ ジュディチェルリ）
- キャッツ（グリザベラ）
- 美女と野獣（タンス夫人）